# الاحتباس الحراري في المكسيك
من المتوقع أن يكون للاحتباس الحراري في المكسيك تأثيرات واسعة النطاق على الدولة، كانخفاض كبير في هطول الأمطار وزيادة في درجات الحرارة. وستؤدي تلك التغييرات إلى الضغط على الاقتصاد والناس والتنوع البيولوجي في أجزاء كثيرة من البلاد، التي تتميز بمناخ قحولي أو حار إلى حد كبير بالأساس. وأثر الاحتباس الحراري بالفعل على كل من الزراعة والتنوع البيولوجي وسبل عيش المزارعين ومستويات الهجرة؛ فضلًا عن «وفرة المياه والظروف الصحية ومستويات تلوث الهواء والاضطرابات المرورية الناجمة عن الفيضانات، إضافةً إلى تعرض المساكن للانهيارات الأرضية».
أدى تغير أنماط هطول الأمطار وارتفاع درجات الحرارة إلى انعدام الأمن الاقتصادي في المكسيك، وخاصة بالنسبة للمزارعين أصحاب الأراضي الصغيرة الذين يزرعون المحاصيل المهمة اقتصاديًا وثقافيًا في المكسيك مثل الذرة والبن. تبدو آثار الاحتباس الحراري واضحةً بشكل خاص في مدينة مكسيكو بسبب زيادة مستويات تلوث الهواء. تشمل التأثيرات البيئية للاحتباس الحراري داخل المكسيك انخفاضات في اتصال المناطق الطبيعية وتغيير أنماط هجرة الحيوانات. وعلاوةً على ذلك، يرتبط الاحتباس الحراري في المكسيك بالتجارة العالمية والعمليات الاقتصادية التي تتعلق بالأمن الغذائي العالمي بصورة مباشرة.

## التأثيرات على البيئة الطبيعية

### درجات الحرارة وهطول الأمطار
زاد متوسط درجة الحرارة السنوية بمقدار 0.6 درجة مئوية في المكسيك منذ عام 1960. ومن المتوقع أن تزداد درجة الحرارة في المكسيك بمقدار 1.1 إلى 3.0 درجة مئوية بحلول عام 2060 ومن 1.3 إلى 4.8 درجة مئوية بحلول عام 2090. وبناءً على ما سبق، صنف العلماء، بما في ذلك اللجنة الدولية للتغيرات المناخية، منطقة أمريكا الوسطى بأكملها على أنها «إحدى بؤر الاحتباس الحراري» ومنطقة «شديدة التأثر» به.
توقعت نماذج الاحتباس الحراري، على الرغم من تباينها الشديد، زيادةً في تباين هطول الأمطار وشدته (أي الفيضانات والجفاف) بالنسبة لمناخ المكسيك. ومن المتوقع أن تحدث أكبر التغيرات في هطول الأمطار خلال أشهر الصيف، وخاصةً في جنوب المكسيك؛ كما من المتوقع أن ينخفض هطول الأمطار بنسبة 3٪ إلى 15٪ بحلول عام 2090 في جميع أنحاء الدولة. أما على الساحة الإقليمية، فيمكن أن تتراوح التغيرات في هطول الأمطار بين -60٪ و +8٪.

#### التغيرات في توزع الغابات الضبابية
تعمل الغابات الضبابية في الجبال، وخاصة في ميتشواكان كممرات تشتت للعديد من الأنواع التي تنتقل بين الموائل. وتُعد هذه الغابات معرضةً بشكل كبير للاضطرابات البشرية مثل التعدين وإزالة الغابات؛ المشكلة التي تزداد أهميتها نتيجة تأثير توزيع هذه الغابات، بسبب التأثيرات المناخية، على ربط المناطق الطبيعية. وأجرى الباحثون تقييمًا لخاصية الربط بالغابات الضبابية في الجبال بميتشواكان من أجل تحديد المناطق التي ستستفيد بشكل أفضل من جهود الحفاظ على هذه الغابات.

### النظم البيئية والتنوع البيولوجي
تحتوي المكسيك على جزء كبير من التنوع البيولوجي في العالم، ما يجعل من الضروري حماية «بؤر التنوع الحيوي» الموجودة داخل حدودها بشكل أكثر مراعاةً لآثار الاحتباس الحراري. وخُصصت بالفعل مساحة كبيرة من الأراضي في المكسيك لتكون مناطق محمية؛ وتُعد مناطق الحفظ هذه ملاجئًا لعدد من الأنواع المهددة بالانقراض. ويبحث العلماء في كيفية تأثر النظم البيئية المحمية في المكسيك بالاحتباس الحراري وشدة تأثرها أيضًا. وخلصت أبحاثهم إلى أنه من المتوقع أن تواجه جميع المناطق المحمية الأربعين المدروسة درجات حرارة دافئة، بينما ستواجه 30 منطقة منهم انخفاض هطول الأمطار. ويقترح الباحثون استخدام دراستهم لتحديد أي من المناطق المحمية في المكسيك ستستفيد أكثر من جهود الحفاظ على هذه الغابات. 

#### الفراشات
يساهم ارتفاع درجات الحرارة وتغير استخدام الأراضي في حركة توزع الفراشات أعلى سلسلة جبال سييرا دي خواريز في واهاكا بالمكسيك. وأُجري في عام 2016 بحث لتحديد أنواع الفراشات التي تتحرك صعودًا وهبوطًا في سلسلة الجبال؛ وتوصل الباحثون إلى أن العدد الأكبر من الأنواع كانت تتحرك صعودًا، وخلص الباحثون أيضًا إلى أن وفرة أنواع الفراشات العامة في الأراضي المنخفضة ناتجة عن تغيرات التوزيع. 

#### الخفافيش المكسيكية
من المتوقع أن تتغير توزيعات ونطاقات حياة الخفافيش في المكسيك نتيجة للتغيرات في المناخ وزيادة تغير استخدام الأراضي. ويمكن للخفافيش أن توفر للباحثين معلومات مفيدةً عن درجة ومدى استجابات الأنواع المرتبطة بالمناخ كنوع من المؤشرات البيولوجية. قام الباحثون بتحليل السجلات السابقة للخفافيش في المكسيك، واستخدموا البيانات المشتقة لإبراز كيفية استجابة أنواع الخفافيش لتغير استخدام الأراضي وتأثيرات المناخ. أظهرت النتائج أنه من المتوقع أن تنخفض ملاءمة الموائل لأكثر من نصف الـ 130 نوعًا من الخفافيش الموجودة في ظل التوجهات المناخية الحالية. وكشفت النتائج أيضًا أن تغير استخدام الأراضي كان له تأثير أقل على ملاءمة الموائل للخفافيش من الاحتباس الحراري. 

#### الثدييات الصغيرة في النظم البيولوجية الاستوائية
يستوطن عدد كبير من الثدييات في المكسيك، ويوجد وفرة كبيرة في أنواع هذه الثدييات الصغيرة. من المعروف أن العديد من هذه الثدييات الصغيرة تعيش في المناطق الاستوائية في المكسيك؛ ومع ذلك، فإن هذه النظم البيئية الاستوائية الجافة هي التي تخضع بشدة لتأثيرات تغير استخدام الأراضي والاحتباس الحراري، ما يجعل الثدييات الصغيرة معرضةً للآثار السلبية بشكل خاص. أعد الباحثون دراسةً لمدة 19 عامًا حول مجموعات صغيرة من الثدييات في محمية تشاميلا-كويكسمالا ضمن المحيط الحيوي الواقع في خاليسكو بالمكسيك. واختار الباحثون هذا الموقع بسبب حدوث قدر كبير من الاضطرابات البشرية في المنطقة المحيطة به. وخلص الباحثون إلى أن التنوع الوظيفي في هذه المنطقة كان أقل من المتوقع، ما يعني ضرورة تشجيع جهود الحماية في المنطقة.